# Tomophyllum daymanense
Tomophyllum daymanense är en stensöteväxtart som beskrevs av Barbara S. Parris. Tomophyllum daymanense ingår i släktet Tomophyllum och familjen Polypodiaceae. Inga underarter finns listade.